# Joni Ljungqvist
Joni Ljungqvist, född 1987 i södra Sverige, är en svensk trancemusiker även känd under artistnamnen LNQ, JPL och Ljungqvist. Redan år 2006 publicerades en intervju med Ljungqvist på Trance.nu. Låten Green Astronauts finns med på Tiëstos DJ-album In Search of Sunrise 5: Los Angeles (2006) som nådde en fjärdeplats på den schweiziska albumlistan. Remix-versionen Wherever I May Find Her (Joni Remix) finns sedan med på Tiëstos DJ-album In Search of Sunrise 7: Asia (2008), vilket album nådde nummer åtta på den schweiziska listan. Även Ferry Corsten har redan år 2006 tagit med en låt av Ljungqvist på sitt DJ-album; A Place Called Home (Passiva Remix) finns med på Passport: Kingdom of the Netherlands. Ljungqvists låt We Move In Symmetry, på nytt under artistnamnet JPL, finns med på Corstens nyaste samlingsalbum Once Upon a Night (2010). Det albumet var nummer ett på iTunes försäljningslista i USA en vecka efter utgivningen.

## Diskografi
- Bakke & Ljungqvist - Fanatic
- Bakke & Joni - Bali
- A Boy Called Joni - Green Astronauts
- JPL - A Place Called Home
- JPL - Ilmola
- Peak vs. JPL - Mistakes / Memories of You
- Ljungqvist - Explanations / Society
- Ljungqvist - Nella
- Ljungqvist & Länsberg - Chicago / Perhaps Another Time
- LNQ - People I Used To Know
- LNQ - Tired / You Can Trade Me For Something Good
- Joni - Things I Never Tell You
- Joni pres. External Art - We Forget
- Joni pres. Dauntless - Fastest Growing State (Gislaved)
- Joni pres. Illustrator - Painting My Dreams
- Pax Royale - There's Always Music / Butterfly Eyes
- 3 out of 4 Dentists - Toothpaste EP